# Bapchild
Bapchild – wieś w Anglii, w hrabstwie Kent, w dystrykcie Swale. Leży 18 km na wschód od miasta Maidstone i 66 km na wschód od centrum Londynu.